# 福格特兰地区舍内克
福格特兰地区舍内克（德語：Schöneck/Vogtl.），简称舍内克（德語：Schöneck，發音：[ˈʃøːnɛk] ⓘ），是德国萨克森州福格特兰县的城市，面积55.06平方千米，2023年12月31日人口为2,969人。